# Lanterna magica (storia a fumetti)
Lanterna magica è la ventiquattresima storia a fumetti di Valentina, celebre personaggio creato da Guido Crepax. Si tratta di una storia unica nel suo genere, in quanto è senza parole e completamente priva di una struttura narrativa.

## Pubblicazioni
- Edizioni d'Arte Angolare aprile 1978
- RCS (Volume 17) 2007
- Mondadori (Volume 22) 2015